# EPSTI1
EPSTI1 (англ. Epithelial stromal interaction 1) – білок, який кодується однойменним геном, розташованим у людей на 13-й хромосомі. Довжина поліпептидного ланцюга білка становить 318 амінокислот, а молекулярна маса — 36 793.
| 10         |  | 20         |  | 30         |  | 40         |  | 50         |
| ---------- |  | ---------- |  | ---------- |  | ---------- |  | ---------- |
| MNTRNRVVNS |  | GLGASPASRP |  | TRDPQDPSGR |  | QGELSPVEDQ |  | REGLEAAPKG |
| PSRESVVHAG |  | QRRTSAYTLI |  | APNINRRNEI |  | QRIAEQELAN |  | LEKWKEQNRA |
| KPVHLVPRRL |  | GGSQSETEVR |  | QKQQLQLMQS |  | KYKQKLKREE |  | SVRIKKEAEE |
| AELQKMKAIQ |  | REKSNKLEEK |  | KRLQENLRRE |  | AFREHQQYKT |  | AEFLSKLNTE |
| SPDRSACQSA |  | VCGPQSSTWK |  | LPILPRDHSW |  | ARSWAYRDSL |  | KAEENRKLQK |
| MKDEQHQKSE |  | LLELKRQQQE |  | QERAKIHQTE |  | HRRVNNAFLD |  | RLQGKSQPGG |
| LEQSGGCWNM |  | NSGNSWGI   |  |            |  |            |  |            |

A: Аланін

C: Цистеїн

D: Аспарагінова кислота

E: Глутамінова кислота

F: Фенілаланін

G: Гліцин

H: Гістидин

I: Ізолейцин

K: Лізин

L: Лейцин

M: Метіонін

N: Аспарагін

P: Пролін

Q: Глутамін

R: Аргінін

S: Серин

T: Треонін

V: Валін

W: Триптофан

Задіяний у такому біологічному процесі, як альтернативний сплайсинг. 